# Émile Loubet
Émile Loubet   (Marçana, 31 de desembre de 1838 - Montelaimar, 20 de desembre de 1929) fou polític i estadista francès, president de la Tercera República Francesa del 18 de febrer de 1899 al 18 de febrer 1906.

## Biografia
Loubet va néixer el 30 de desembre de 1838, fill d'un camperol propietari i alcalde de Marsanne (Drôme). Admès a l'advocacia de París el 1862, es va doctorar en dret l'any següent. Encara era estudiant quan va presenciar el gran triomf del partit Republicà a París a les eleccions generals de 1863, durant el Segon Imperi Francès. Es va establir per a l'exercici de la seva professió a Montélimar, on el 1869 es va casar amb Marie-Louise Picard. També va heretar una petita finca a Grignan.
Un dels primers càrrecs que va ocupar va ser l'alcaldia de Montelaimar (1870-1877, 1878-1899). El 1875 va ser elegit diputat a l'Assemblea Nacional francesa i retingué l'escó fins al 1885, quan passà al senat, on romangué fins al 1899. El 1887 es va fer càrrec del Ministeri d'Obres Públiques i cinc anys després presidí durant uns mesos el Consell de Ministres, tot assumint el ministeri de l'Interior. Conservà la Cartera fins a gener del 1893, ja amb el govern Ribot.
Entre 1896 i 1899 va ser president del Senat, i a partir d'aquesta data va ocupar la presidència de la república francesa fins al 1906. Durant el seu mandat es va desencadenar el cas Dreyfus.
Va ser distingit amb la Gran Creu de la Legió d'Honor (1899), i ocupà el càrrec de Gran Mestre de l'Orde entre 1899 i 1906. També fou cavaller de l'Orde Suprem de la Santíssima Anunciació, de l'orde del Toisó d'Or (1902) i de l'orde del Lleó noruec (1904).